# Diemut von Wessobrunn
Diemut von Wessobrunn (* um 1060 in Bayern; † 30. März um 1130 in Wessobrunn) war geweihte Jungfrau, Reklusin und Buchillustratorin.
Diemut von Wessobrunn lebte von 1080 bis 1130 abgeschieden und unter großen Entbehrungen in einer kleinen Kammer an der Kirchenmauer der Benediktinerabtei Wessobrunn, wo sie neben dem Gebet wertvolle alte Schriften abschrieb. Man geht davon aus, dass sie in dieser Zeit auch einen regen Briefwechsel mit der Nonne Herluka von Bernried pflegte. Von den Schriften sind jedoch nur Überlieferungen durch Dritte bekannt.
Diemut von Wessobrunn gilt als vielleicht wichtigste deutsche Buchmalerin des Hochmittelalters. Sie hatte eine sehr schöne Handschrift, in der noch einige Manuskripte existieren. Die erhaltenen Codices werden in der Bayerischen Staatsbibliothek aufbewahrt.
Ihr Gedenktag ist der 30. März; das Todesjahr ist nicht exakt überliefert. Ihre Gebeine wurden zu Beginn des 18. Jahrhunderts exhumiert und neu beigesetzt. Sie wird zwar bisweilen als selig geführt, ist aber nie kanonisiert worden.